# Continental Engineering Company
Die Continental Engineering Company war ein US-amerikanisches Unternehmen zur Entwicklung von Motoren und Automobilen vor dem Ersten Weltkrieg.

## Modellgeschichte
Das Unternehmern ging aus der Continental Engine Manufacturing Company mit Sitz in Chicago (Illinois) und einer Produktionsstätte in Minneapolis (Minnesota) hervor. Es brachte 1914 unter dem Markennamen Continental ein Cyclecar auf den Markt, welches John E. Pfeffer entworfen hatte. Nur wenige Monate später wurde die Gesellschaft reorganisiert, in Continental Engineering Company umbenannt und erhielt eine beträchtliche Kapitalspritze von 1 Mio. US$, eingebracht von W. C. Shrobisher aus Sturgis (Michigan) und Emory Nonnast aus Chicago (Illinois). John E. Pfeffer wurde in den Vorstand berufen. Der Continental wurde überarbeitet und als Ceco neu aufgelegt. Dabei wurde der zuvor verwendete, hauseigene T-Kopf-Motor durch eine andere Konstruktion unbekannter Herkunft ersetzt.
Nach kurzer Produktionszeit wurde das Firmendomizil an die 1305 South Michigan Ave. nach Chicago verlegt. Produktionsleiter wurde Thomas H. Mars. Pfeffer blieb im Vorstand, zog aber nicht um nach Chicago. Der Ceco erschien Ende 1914 auf dem Markt; ein relativ später Zeitpunkt, weil bereits etliche Hersteller um diese Nische kämpften. Einige dieser kleinen Unternehmen hatten auch nicht den besten Ruf betreffend der Qualität ihrer Vehikel. Vor diesem Hintergrund erklärt sich der Slogan der Marke: Latest Announced - First Perfected ("Zuletzt angekündigt - zuerst perfektioniert"). War das Vorgängermodell noch in einer einzigen Karosserievariante (zu US$ 360,-) erhältlich gewesen, bot man nun insgesamt vier Varianten an, je zwei zum Personen- und zwei zum Warentransport. Die Preise lagen zwischen US$ 350,- und 395,-.
Unabhängig von Continental Engineering suchte Pfeffer weitere Verwendungsmöglichkeiten für sein Fahrzeug. Es gelang ihm, die Bull Moose-Cutting Automobile Company in Minneapolis zu interessieren, die eine Version als Baby Moose 12 HP ("Kleiner Elch") auf den Markt brachte. Auch sie wurde nach wenigen Monaten eingestellt.

## Technik
Der Ceco erhielt einen vorn eingebauten, luftgekühlten Vierzylindermotor. Im Gegensatz zum Vorgängermodell hatte der Motor 71,3 c.i. (1168 cm³) Hubraum und lag damit knapp über dem zumindest in Europa üblichen Limit für Cyclecars. Die Zylinderbohrung war 2,75 Zoll (69,85 mm), der Hub 3 Zoll (76,2 mm). Für den Motor wird eine Leistung von 12 HP mit Leistung nach damaliger Berechnungsmethode angeführt. Dieser Wert ist errechnet, nicht gemessen und beruht auf der N.A.C.C.-Formel, die für Vierzylindermotoren mit dieser Bohrung 12,1 HP festlegt.
Mit 2616 mm (103 Zoll) Radstand war der Ceco deutlich länger als der Vorgänger mit einem Radstand von 2337 mm (92 Zoll) und erreichte nun beinahe die Dimensionen eines "richtigen" Kleinwagens. Ob die mit 813 mm (32 Zoll) ungewöhnlich schmale Spur ebenfalls korrigiert wurde, ist unklar.
Man setzte nun ganz auf eine Kraftübertragung mittels Riemenantrieb auf die Hinterräder; gestrichen wurde der beim Continental noch optional erhältliche Kettenantrieb

## Modellübersicht
| Bauzeit   | Modell Rating | Motor  | Hubraum  | Antrieb | Radstand | Karosserie             | Listenpreis |
| --------- | ------------- | ------ | -------- | ------- | -------- | ---------------------- | ----------- |
| 1914–1915 | 12 HP         | 4 Zyl. | 1168 cm³ | Kette   | 2616 mm  | Tandem-Roadster, 2 Pl. | US$ 375,-   |
| 1914–1915 | 12 HP         | 4 Zyl. | 1168 cm³ | Kette   | 2616 mm  | Roadster, 2 Pl.        | US$ 350,-   |
| 1914–1915 | 12 HP         | 4 Zyl. | 1168 cm³ | Kette   | 2616 mm  | Parcel Post Delivery   | US$ 395,-   |
| 1914–1915 | 12 HP         | 4 Zyl. | 1168 cm³ | Kette   | 2616 mm  | Light Delivery         | US$ 350,-   |

Wie zahlreiche andere Cyclecars verschwand auch der Ceco sehr schnell vom Markt, weil "richtige" Autos wie der Ford Modell T immer günstiger wurden; ein zweisitziger Runabout war 1914 ab US$ 500,- zu haben. Der fünfsitzige Touring kostete nur US$ 50,- mehr und die Preise fielen bis Ende 1916 bis auf US$ 345,- für den Runabout und US$ 360,- für den Touring.

## Anmerkungen

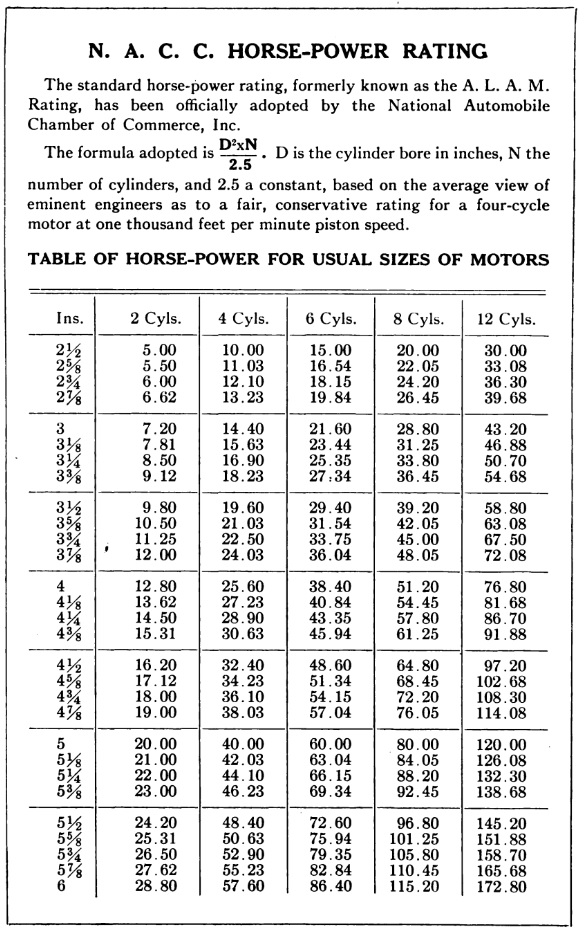
N.A.C.C.-Rating 1916–1917.